# Charlie Hunnam
Charles Matthew "Charlie" Hunnam (Newcastle, 10 de abril de 1980) é um ator, roteirista e produtor britânico. Indicado duas vezes ao Critics Choice Awards de Melhor Ator em Série Dramática por seu trabalho como Jackson "Jax" Teller na série de televisão Sons of Anarchy.

## Biografia

### Início da vida
Hunnam nasceu em Newcastle upon Tyne, Inglaterra, filho de William "Billy" Hunnam (1952-2013), um gangster vendedor de sucata, e Jane (Bell) Hunnam, proprietária de uma empresa. Sua avó materna era uma artista conhecida em Newcastle. Hunnam é o segundo filho e nasceu antes de seu irmão William; mais tarde ele ganhou mais dois  meio-irmãos maternos, Oliver e Christian. Seus pais se divorciaram quando ele tinha dois anos e ele mudou-se para um vilarejo em Melmerby, Cumbria, com doze anos, quando sua mãe casou-se novamente. Ele frequentou a Heaton Manor School  Newcastle, e depois que mudou, foi para a Queen Elizabeth Grammar School in Penrith, Cumbria. Hunnam foi expulso da escola secundária e passou a fazer suas provas em casa. Depois disso, ele decidiu ir para a Escola de Artes e Design de Cumbria (agora Universidade de Cumbria) para estudar Artes Cênicas, e se formou em teoria e história do cinema com especialização em artes cênicas.

### Carreira
Hunnam foi descoberto numa loja de sapatos na véspera de Natal, aos 17 anos. Ele estava bêbado e fazendo palhaçadas enquanto comprava sapatos para o seu irmão. Um gerente de produção do programa Byker Grove aproximou-se dele e Hunnam, mais tarde, conseguiu seu primeiro papel como Jason, em três episódios da série. Aos 18 anos, conseguiu seu primeiro grande papel quando foi lançado por Russell T. Davies como um estudante de quinze anos, Nathan Maloney, na série de drama "Queer as Folk", do Channel 4.
Ele conseguiu seu segundo papel como Daz, no filme Whatever Happened to Harold Smith? (1999) e, em seguida, mudou-se para Los Angeles. Sua carreira começou a crescer e ele conseguiu um papel recorrente como Gregor Ryder, na série Young Americans. Conseguiu um papel na série, de curta duração da Fox Broadcasting, Undeclared, como um estudante britânico, Lloyd Haythe. Apesar da aclamação da crítica, a série foi cancelada após a primeira temporada. Hunnam, em seguida, foi para o cinema e atuou no filme  Abandon (2002), Nicholas Nickleby (2002) e em Cold Mountain (2003). Hunnam afirmou que ele não deseja interpretar qualquer papel que lhe é oferecido: "Eu tenho 60 anos para ganhar dinheiro, mas as escolhas que faço nos próximos cinco anos são realmente decisivas na minha carreira." Esta escolha resultou em seu retorno ao Reino Unido para assumir o papel de Pete Dunham no filme Green Street (2005), porém suas tentativas de disfarçar o sotaque londrino resultou em sua inclusão em muitos dos críticos como a lista de "piores sotaques da história do cinema".

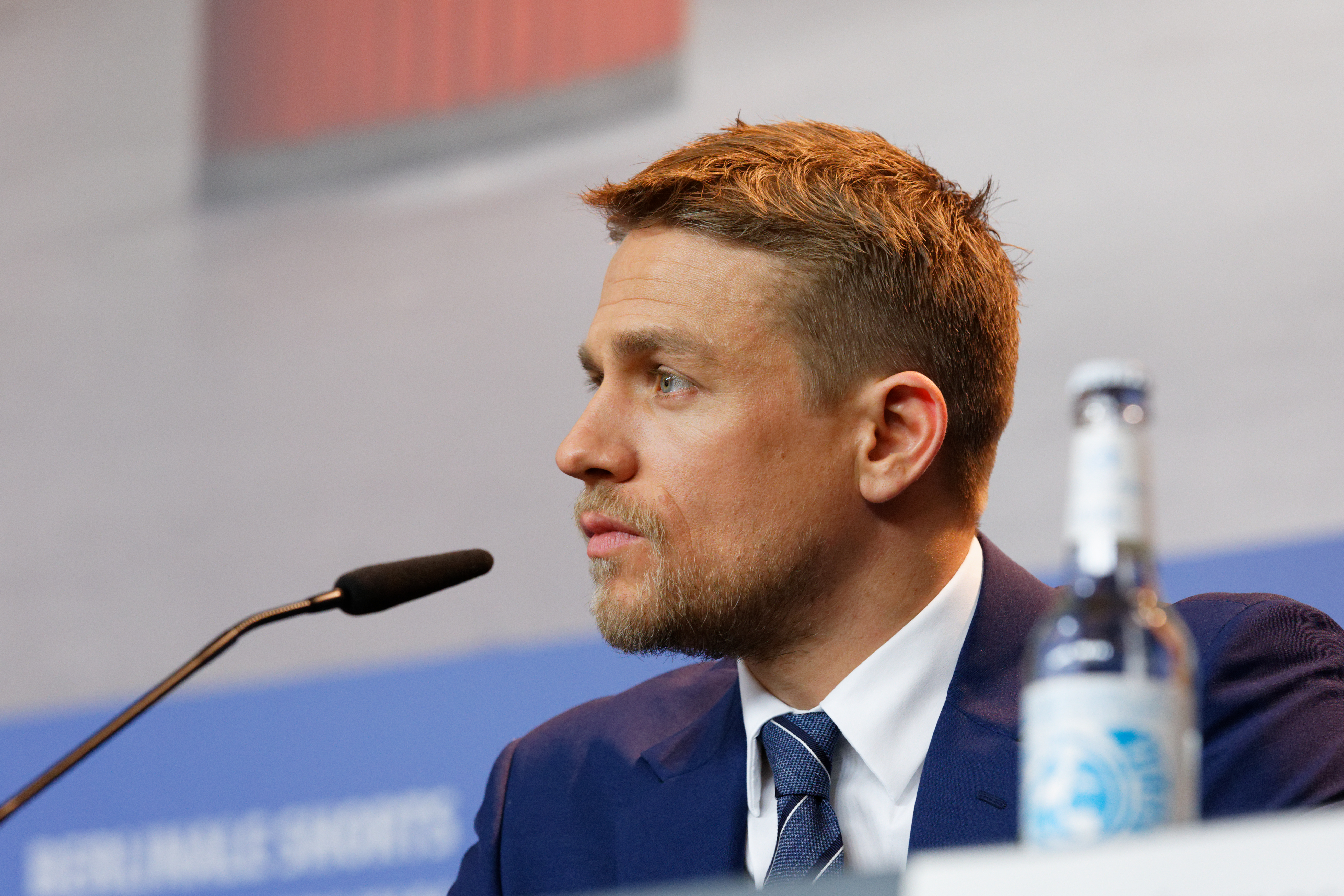
Na conferência de imprensa de Z: A Cidade Perdida, 2017

Hunnam diz que seu papel como Patric, membro do "The Fishes", em Children of Men (2006), foi a parte final de sua "trilogia de homens loucos". "Eu interpretei o psicopata em Cold Mountain, meu personagem em Green Street era bastante psicótico e agora eu tenho esse papel." Desde 2008, atuou como Jackson "Jax" Teller em Sons of Anarchy, uma série sobre um proeminente clube de motociclistas de uma pequena cidade fictícia da Califórnia. Charlie conseguiu o papel após o produtor/roteirista e criador do show, Kurt Sutter, vê-lo em Green Street. Seu papel como Jax Teller fez Hunnam ser nomeado ao Critics' Choice Television Award, e com mais três nomeações ao EWwy Award, para Melhor Ator Principal em um série de drama, e uma nomeação para PAAFTJ Award Award como Melhor Elenco em Série Dramática.
Antes de conseguir seu papel em Sons of Anarchy ele vendeu um roteiro para Plan B Studios, cujo proprietário é o ator  Brad Pitt. O filme está sendo dirigido pelo diretor de vídeoclipes e fotógrafo, Anthony Mandler, e incidirá sobre a história da vida real de Vlad, o Empalador. Hunnam aprendeu a história de moradores enquanto esteve na Roménia, durante a filmagem de Cold Mountain. Ele afirmou que não tinha atuado em 18 meses e, que se ele não tivesse conseguido vender o roteiro, teria que vender sua casa e se mudar de volta para a Inglaterra para viver com sua mãe. Hunnam está também a desenvolver um roteiro baseado em um artigo que ele escreveu para a revista Rolling Stone, sobre Edgar Valdez Villareal, um traficante americano que dirigia um dos maiores cartéis de drogas no México. Outro projeto que ele tem em desenvolvimento é um filme sobre a cultura cigana no Reino Unido, que ele também espera dirigir. Ele afirmou que é uma parte da sociedade inglesa raramente explorada, mas que é uma dos grupos mais coloridos e interessantes da sociedade britânica.

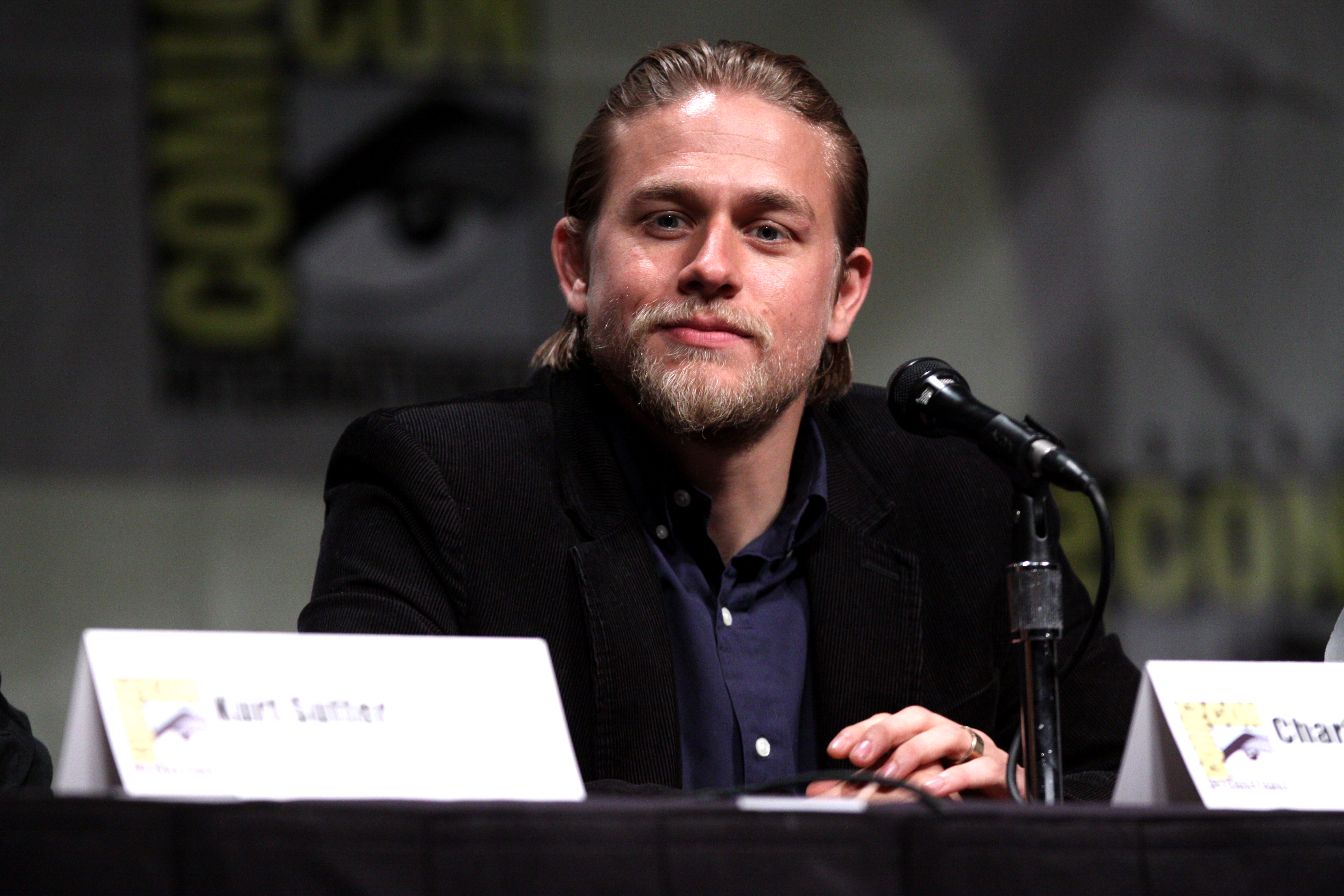
Hunnam na San Diego Comic Con International, 2012

Em 2011, Hunnam desempenhou o papel de Gavin Nichols no drama de suspense, The Ledge, dirigido por Matthew Chapman. Em 2012, ele estrelou como o personagem-título, na comédia indie 3,2,1 ... Frankie go Boom, entre outros, ao lado de sua co-estrela em Sons of Anarchy, Ron Pearlman. Hunnam disse que considerava o dia em que ele filmou cenas com Perlman para esse filme o melhor e mais engraçado dia de filmagens que ele já teve em toda a sua carreira. Ele também apareceu como Jay, um ex-boxeador, no filme Deadfall (2012). Hunnam estrelou como Raleigh Becket no filme do Guillermo del Toro, Pacific Rim que estreou em Julho de 2013 e arrecadou 411 milhões dólares em todo o mundo. Em 2 de Junho de 2014, Hunnam foi premiado com o Huading Award, por seu papel como Raleigh, devido ao sucesso que o filme fez no mercados asiáticos. No início do mesmo ano, foi anunciado que Hunnam iria se reunir com Del Toro no filme de terror Crimson Peak.  Ele aparece ao lado de Mia Wasikowska, Tom Hiddleston e Jessica Chastain. O filme sera lançado em 16 de outubro de 2015. Foi anunciado, em 02 de setembro de 2013, que Hunnam iria desempenhar o papel de Christian Grey na adaptação para o cinema de E.L. James romance Fifty Shades of Gray No entanto, em 12 de Outubro de 2013, a Universal Pictures anunciou que Hunnam tinha saído do filme devido a conflitos com o cronograma de sua série Sons of Anarchy.
Em 3 de outubro de 2014, com uma entrevista com o Entertainment Weekly, Hunnam confirmou sua participação em dois filmes de Guy Ritchie, Rei Arthur e The Mountain Between Us. Hunnam também revelou que estava ligado a um filme independente, A Prayer Before Dawn baseado no livro de mesmo nome, com as filmagens começando no verão de 2015. A produção de "The Lost City of Z" começa em Agosto de 2015.
The Lost City of Z, narra a história de um explorador britânico, Percy Fawcett, que em 1925 explorou a o Mato Grosso, precisamente na Serra do Roncador acreditando que iria encontrar uma civilização esquecida. O filme já está sendo gravado e conta com Brad Pitt como um dos produtores, Tom Holland, Robert Pattinson e Sienna Miller também estão escalados. As gravações precisaram, recentemente, de uma pausa devido a um incidente que aconteceu com Charlie, após ter sido picado por uma vespa.

## Filmografia

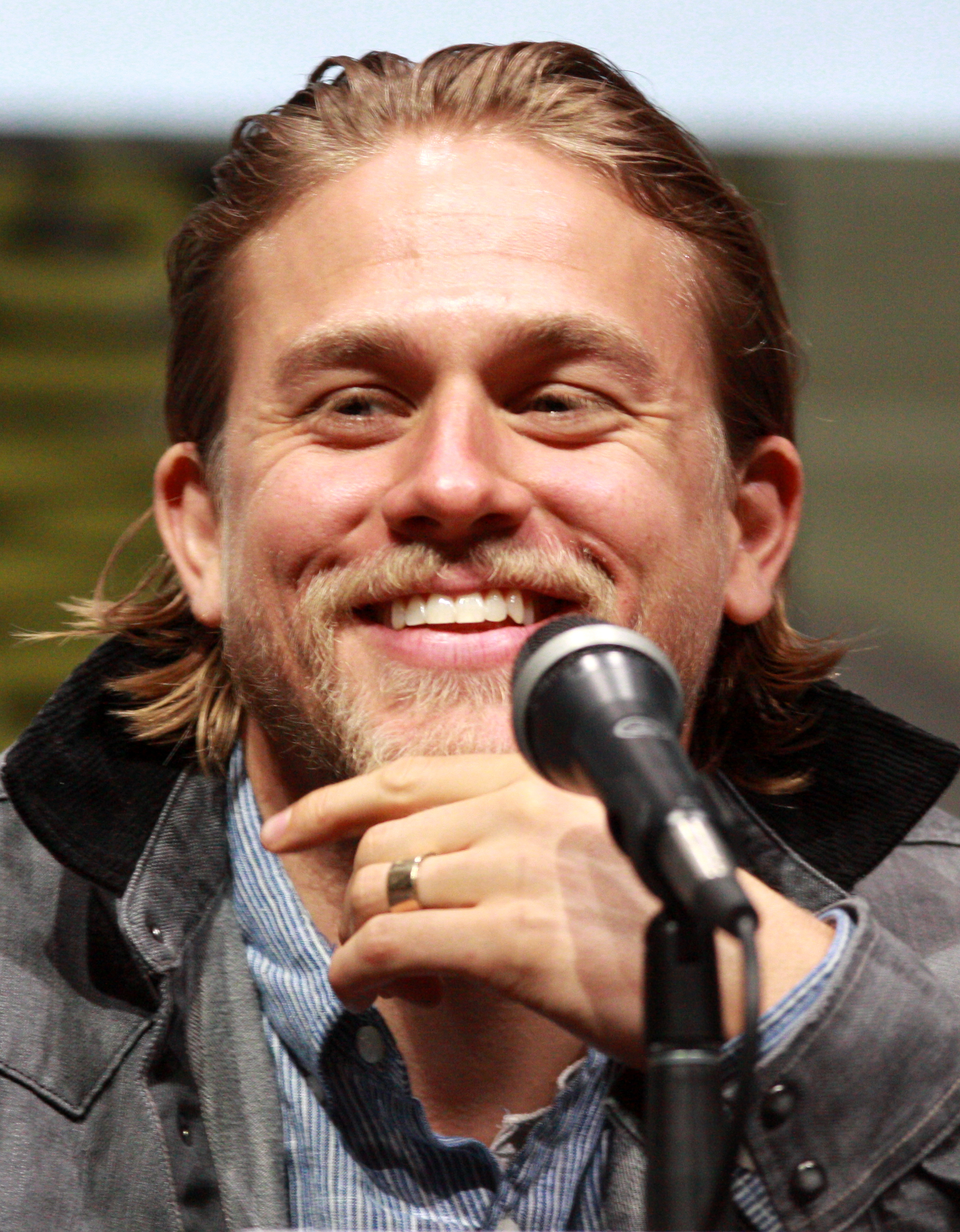
Hunnam na San Diego Comic Con International 2013

### Cinema
| Ano  | Título original                        | Título (Brasil)                              | Papel                     |
| ---- | -------------------------------------- | -------------------------------------------- | ------------------------- |
| 1999 | Whatever Happened to Harold Smith?     | Whatever Happened to Harold Smith?           | Daz                       |
| 2002 | Abandon                                | Sem Pistas                                   | Embry Larkin              |
| 2002 | Nicholas Nickleby                      | O Herói da Família                           | Nicholas Nickleby         |
| 2003 | Cold Mountain                          | Cold Mountain                                | Bosie                     |
| 2005 | Green Street Hooligans                 | Hooligans                                    | Pete Dunham               |
| 2006 | Children of Men                        | Filhos da Esperança                          | Patric                    |
| 2011 | The Legde                              | A Tentação                                   | Gavin Nichols             |
| 2012 | 3,2,1... Frankie Go Boom               | Frankie no Limite                            | Frankie                   |
| 2012 | Deadfall                               | A Fuga                                       | Jay                       |
| 2013 | Pacific Rim                            | Circulo de Fogo                              | Raleigh Becket            |
| 2015 | Crimson Peak                           | A Colina Escarlate                           | Dr. Alan McMichael        |
| 2016 | The Lost City of Z                     |                                              | Colonel Percy Fawcett     |
| 2017 | King Arthur: Legend of the Sword       | Rei Arthur: A Lenda da Espada                | Rei Arthur                |
| 2017 | Papillon                               | Papillon                                     | Henri Charrière           |
| 2018 | A Million Little Pieces                | A Million Little Pieces                      | Bob Frey, Jr.             |
| 2019 | Triple Frontier                        | Operação Fronteira                           | William "Ironhead" Miller |
| 2019 | True History of the Kelly Gang         | A Verdadeira História da Gangue de Ned Kelly | Sergeant O'Neill          |
| 2019 | Jungleland                             | Jungleland                                   | Stanley Kaminski          |
| 2019 | The Gentlemen                          | Magnatas do Crime                            | Raymond Smith             |
| 2022 | Last Looks                             | Crime em Hollywood                           | Charlie Waldo             |
| 2023 | Rebel Moon – Part One: A Child of Fire | Rebel Moon - Parte 1: A Menina do Fogo       | Kai                       |

### Televisão
| Ano       | Título Original   | Papel                | Notas                 |
| --------- | ----------------- | -------------------- | --------------------- |
| 1989      | Byker Grove       | Jason Chuckle        | 3 episódios           |
| 1998      | Microsoap         | Brad                 | Episódio desconhecido |
| 1999      | My Wonderful Life | Wes                  | Episódio desconhecido |
| 1999-2000 | Queer as Folk     | Nathan Maloney       | 10 episódios          |
| 2000      | Young Americans   | Gregor Ryder         | 3 episódios           |
| 2001-2003 | Undeclared        | Lloyd Haythe         | 17 episódios          |
| 2008-2014 | Sons of Anarchy   | Jackson 'Jax' Teller | Protagonista          |
| 2022      | Shantaram         | Lin Ford             | Protagonista          |

## Prêmios e indicações
| Ano               | Trabalho           | Prêmio                                                        | Resultado |
| ----------------- | ------------------ | ------------------------------------------------------------- | --------- |
| 2002              | O Herói da Família | NBR Awards de Melhor Elenco                                   | Venceu    |
| 2012              | Sons of Anarchy    | Critics' Choice TV Award de Melhor Ator em Série Dramática    | Indicado  |
| 2014              | Sons of Anarchy    | Satellite Award de Melhor Ator em Série de Drama              | Indicado  |
| 2015              | Sons of Anarchy    | Critics' Choice TV Award de Melhor Ator em Série Dramática    | Indicado  |
| 2015              | Sons of Anarchy    | People's Choice Awards de Ator Favorito de Série da TV a Cabo | Indicado  |
| (Fonte: IMDb.com) |                    |                                                               |           |